# Wen Xuan
Le Wen Xuan, ou Anthologie de la littérature (chinois simplifié : 文选 ; chinois traditionnel : 文選 ; pinyin : wén xuǎn ; litt. « Sélection d'œuvres littéraires »), est l'une des plus anciennes anthologies connues de la poésie et de la littérature chinoises. Elle a été réunie au début du VIe siècle, autour de 520 ap. J.-C., par le prince Xiao Tong (Siao T'ong), fils aîné de l'empereur Wudi (de la dynastie Liang). Pour cette œuvre, Xiao Tong reçut le surnom posthume de Zhao Ming (en chinois 昭明, « remarquable »). Le Wen Xuan fut très étudiée, principalement pendant la dynastie Tang. Sa popularité s'amenuisa pendant les trois dynasties suivantes.

## Contenu
Le Wenxuan est composé de soixante livres : dix-huit contiennent des fu, seize de la poésie, vingt-quatre de la prose. Dans la controverse de l'époque entre les conservateurs partisans d'une littérature à caractère politique et moral et les novateurs tenant d'une littérature esthétisante, Xiao Tong fait le choix d'une position moyenne : il s'en explique dans sa préface, déclarant ne retenir dans son anthologie que les œuvres qui font preuve d'ornementation et de profondeur dans la pensée, dans une sorte d'« équilibre entre le fond et la forme ». De fait, les œuvres les plus modernes en son temps, excessivement esthétisantes, en sont exclues. Xiao Tong est toutefois bien de son époque en faisant une très large place au style orné (pianwen) à la mode sous les Six Dynasties.
Le Wenxuan contient un fragment du premier traité sur la littérature, le Discours sur la littérature, de Cao Pi (187-226).

## Postérité
Quelques années après le Wenxuan paraît une autre anthologie, le Yutai xinyong (ou les Nouveaux Chants des terrasses de jade), prenant le contrepied du Wenxuan en se consacrant à la poésie galante de l'époque, exclue de l'anthologie de Xiao Tong.
Le Wenxuan est tenu par la suite pour un ouvrage majeur. Il est au programme des examens sous les Tang. Sous les Qing, des études spécialisées (Wenxuan xue) lui sont consacrés. Il est toutefois moins apprécié lorsque s'impose la « prose à l'ancienne » (guwen), et est complètement rejeté par la nouvelle littérature de l'époque moderne.

### Éditions et traductions
- (en) David R. Knechtges, Wen Xuan or Selections of Refined Literature, Princeton, Princeton University Press, en trois volumes :
  - Volume 1: Rhapsodies on Metropolises and Capitals, 1982.
  - Volume 2: Rhapsodies on Sacrifices, Hunting, Travel, Sightseeing, Palaces and Halls, Rivers and Seas, 1987.
  - Volume 3: Rhapsodies on Natural Phenomena, Birds and Animals, Aspirations and Feelings, Sorrowful Laments, Literature, Music, and Passions, 1996.
- Georges Margouliès, Le "Fou" dans le Wen siuan, Étude et textes, Paris, Paul Geuthner, 1926.
- (de) Erwin von Zach et Ilse Martin Fang (éd.), Die Chinesische Anthologie: Übersetzungen aus dem Wen Hsüan, Cambridge (Mass.), Harvard-Yenching Studies, Harvard University Press, 1958.

### Étude
- François Martin, « Pratique anthologique et orthodoxie littéraire : le cas de deux anthologies parallèles en Chine au VIe siècle », Extrême-Orient, Extrême-Occident, 1984, volume 5, numéro 5, p. 49-74 [lire en ligne]